# 1591 en littérature
| Années de la littérature : 1588 - 1589 - 1590 - 1591 - 1592 - 1593 - 1594    |
| Décennies de la littérature : 1560 - 1570 - 1580 - 1590 - 1600 - 1610 - 1620 |

Cet article présente les faits marquants de l'année 1591 en littérature.

## Événements

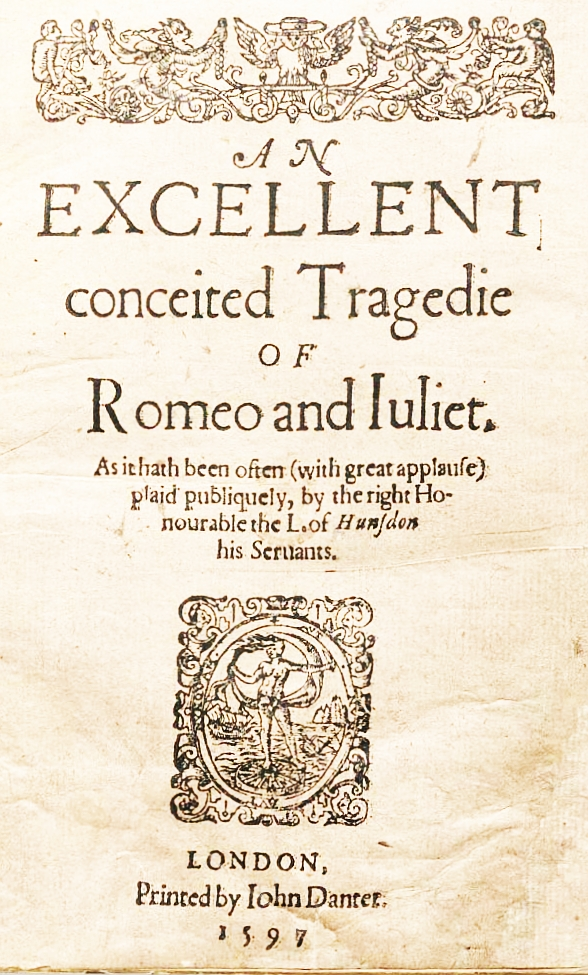
édition de 1597

- 1591-1596 : William Shakespeare écrit Roméo et Juliette, tragédie publiée pour la première fois à Londres en 1597[1].

## Parutions
- L'historien danois Anders Sørensen Vedel (en) publie un recueil de cent ballades transcrites de sources orales, It Hundrede vduaalde Danske Viser, le premier du genre en Europe[2].

- Le Manuel d’Epictète, suivi des réponses à l'empereur Hadrien et translaté en langue française par Guillaume du Vair est publié à Paris chez Abel Langelier[3].

- Astrophel and Stella (en), une suite de cent huit sonnets de Philip Sidney est édité à Londres chez Thomas Newman[4].
- Complaints (« Complaintes »), recueil de courts poèmes d’Edmund Spenser est publié à Londres par William Ponsonby[5].
- Varias poesías (« Diverses Poésies »), recueil d'Hernando de Acuña publié à Madrid chez Pedro Madrigal[6].
- Soixante psaumes de David mis en vers françois, de Philippe Desportes, publiés à Paris chez Mamert Patisson, suivis par une édition augmentée en 1598 et une édition complète en 1603-1605[7].

## Décès
- 7 juillet : Noël du Fail, écrivain et juriste français (né vers 1520).